# Nyctemera browni
Nyctemera browni là một loài bướm đêm thuộc phân họ Arctiinae, họ Erebidae.